# Vernisaj

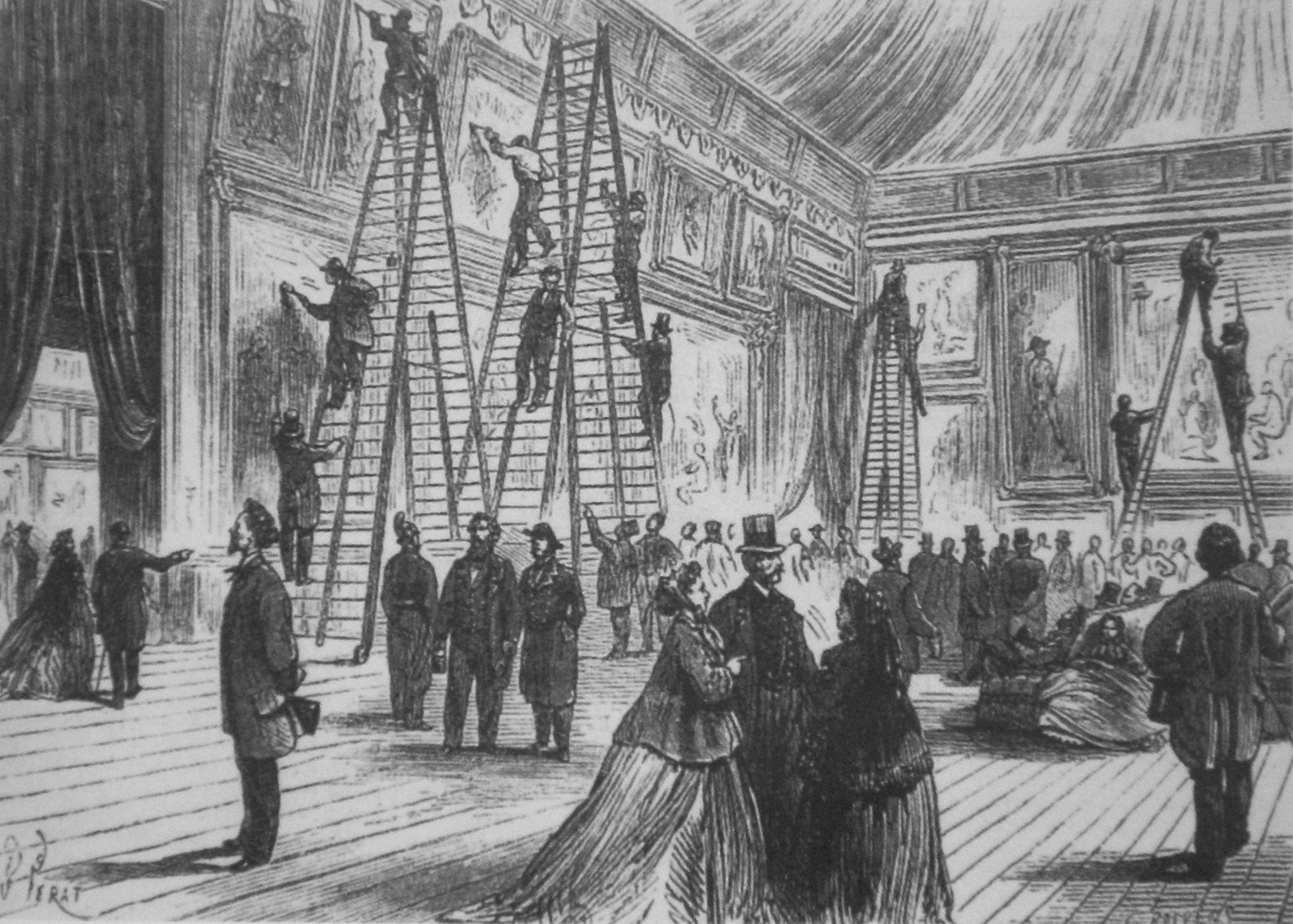
Vernisaj, Salon (Paris), 1866.

Un vernisaj (din cuvântul francez „vernissage”) reprezintă deschiderea oficială (inaugurarea) unei expoziții de artă. Dacă evenimentul nu este deschis pentru public, ci numai pentru invitați, el este adesea numit vizionare privată.
La expozițiile oficiale din secolul al XIX-lea, ca de exemplu la Expoziția de vară a Academiei Regale de la Londra, artiștii dădeau acolo ultimele tușe de penel, finalizându-și lucrările. Obiceiul patronilor artelor de a vizita academiile de artă în ziua anterioară deschiderii oficiale a expoziției a dat naștere tradiției de a sărbători finalizarea unei opere de artă sau a unei serii de opere de artă în prezența prietenilor și sponsorilor. În secolul al XX-lea, acest eveniment a devenit o oportunitate pentru comercializarea lucrărilor expuse către vizitatori.

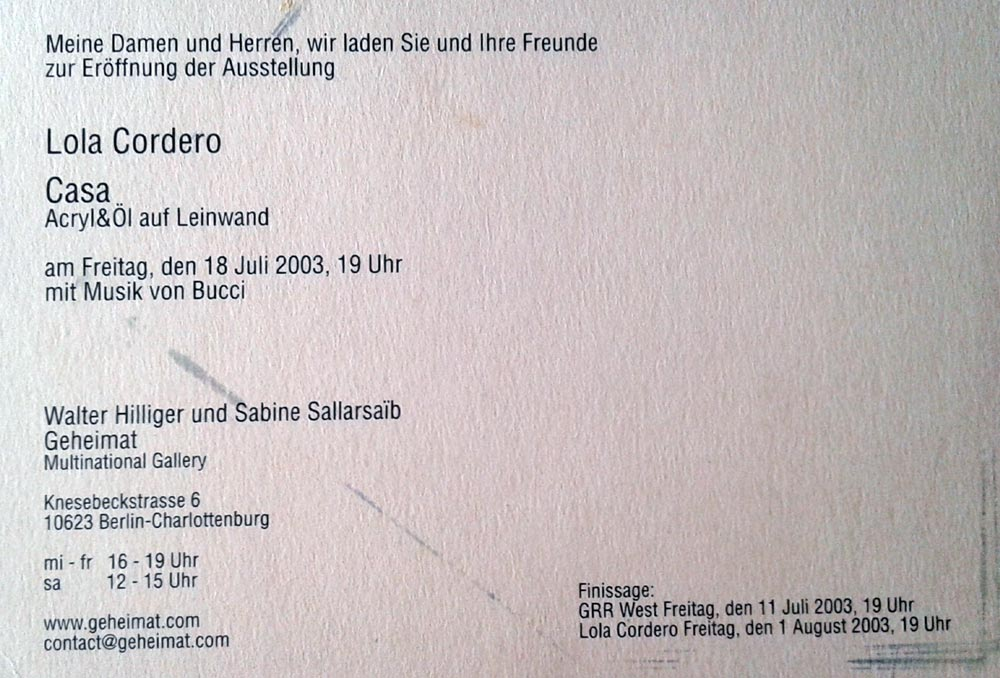
Galeria Multinațională Geheimat, Berlin-Charlottenburg – Finissage, 2003.

Ceremonia de încheiere a unei expoziții de artă este numită finissage, de la cuvântul francez care înseamnă „terminare”. Expozițiile de artă mai mari pot avea, de asemenea, un eveniment la jumătatea perioadei de expunere care este numit midissage. Acești ultimi termeni sunt folosiți foarte rar în limba română, fiind specifici mai degrabă spațiului cultural german. Termenul finissage a fost folosit pentru prima dată în acest context, în 2003, de către Walter Hilliger și Sabine Sallarsaïb pentru Galeria Multinațională Geheimat din Berlin, Germania.